# Sri Lanka na Letnich Igrzyskach Paraolimpijskich 2012
Sri Lankę na Letnich Igrzyskach Paraolimpijskich 2012 w Londynie reprezentowało 7 zawodników. Był to piąty start reprezentacji Sri Lanki na Letnich igrzyskach paraolimpijskich.

## Zdobyte medale
| Medal | Zawodnik                          | Dyscyplina    | Konkurencja         | Data       |
| ----- | --------------------------------- | ------------- | ------------------- | ---------- |
| Brąz  | Pradeep Uggl Dena Pathirannehelag | Lekkoatletyka | Bieg na 400 m (T46) | 4 września |

## Kadra

### Lekkoatletyka
Mężczyźni
| Zawodnik                          | Konkurencja         | Kwalifikacje | Kwalifikacje | Finał  | Finał   |
| Zawodnik                          | Konkurencja         | Wynik        | Pozycja      | Wynik  | Pozycja |
| --------------------------------- | ------------------- | ------------ | ------------ | ------ | ------- |
| Dumeera Pituwala Kankanange       | 200 m (T44)         | 26.23        | 6.           | NQ     | NQ      |
| Dumeera Pituwala Kankanange       | skok w dal (F42/44) | —            | —            | 5.56 m | 9.      |
| Pradeep Uggl Dena Pathirannehelag | 200 m (T46)         | 23.40        | 7.           | NQ     | NQ      |
| Pradeep Uggl Dena Pathirannehelag | 400 m (T46)         | 49.92        | 2. Q         | 49.28  |         |
| Lesly Dobagoda Liyanage           | skok wzwyż (F42)    | —            | —            | 1.50 m | 7.      |
| Lal Pattiwila                     | skok wzwyż (F46)    | —            | —            | 1.80 m | 8.      |

Kobiety
| Zawodniczka                     | Konkurencja | Kwalifikacje | Kwalifikacje | Finał | Finał   |
| Zawodniczka                     | Konkurencja | Wynik        | Pozycja      | Wynik | Pozycja |
| ------------------------------- | ----------- | ------------ | ------------ | ----- | ------- |
| Amara Lallwala Palliyagurunnans | 100 m (T46) | 13.96        | 5.           | NQ    | NQ      |
| Amara Lallwala Palliyagurunnans | 200 m (T46) | 29.36        | 5.           | NQ    | NQ      |

### Tenis na wózkach
| Zawodnik                            | Konkurencja        | 1/64                                 | 1/32                                  | 1/16             | Ćwierćfinały     | Półfinały        | Finał            | Finał   |
| Zawodnik                            | Konkurencja        | Przeciwnik Wynik                     | Przeciwnik Wynik                      | Przeciwnik Wynik | Przeciwnik Wynik | Przeciwnik Wynik | Przeciwnik Wynik | Pozycja |
| ----------------------------------- | ------------------ | ------------------------------------ | ------------------------------------- | ---------------- | ---------------- | ---------------- | ---------------- | ------- |
| Gamini Dissanayaka                  | gra pojedyncza (m) | Frederic Cattaneo P 4:6, 0:6         | NQ                                    | NQ               | NQ               | NQ               | NQ               | NQ      |
| Upali Rajakaruna                    | gra pojedyncza (m) | Daniel Caverzaschi Arzola P 1:6, 2:6 | NQ                                    | NQ               | NQ               | NQ               | NQ               | NQ      |
| Gamini Dissanayaka Upali Rajakaruna | gra podwójna (m)   | —                                    | Takuya Miki Takashi Sanada P 0:6, 1:6 | NQ               | NQ               | NQ               | NQ               | NQ      |